# 红肉河蓝蛤
红肉河蓝蛤（学名：Potamocorbula rubromuscula），是海螂目抱蛤科河篮蛤属的一种。主要分布于中国大陆，常栖息在潮间带至潮下带。